# Carlos Carneiro
Carlos Paulo Martins Carneiro, noto semplicemente come Carlos Carneiro (Paços de Ferreira, 27 dicembre 1975), è un dirigente sportivo ed ex calciatore portoghese, di ruolo attaccante, direttore sportivo del Paços Ferreira.
Nel novembre del 2008 è stato sospeso per quattro mesi per aver fallito un controllo antidoping.

## Palmarès

### Club

#### Competizioni nazionali
- Segunda Liga: 1

Paços Ferreira: 1999-2000